# Coracopsis barklyi
Mascarinus barklyi là một loài vẹt kích thước trung bình, đặc hữu Seychelles và cũng là quốc điểu của nước này.

## Phân bố và môi trường sống

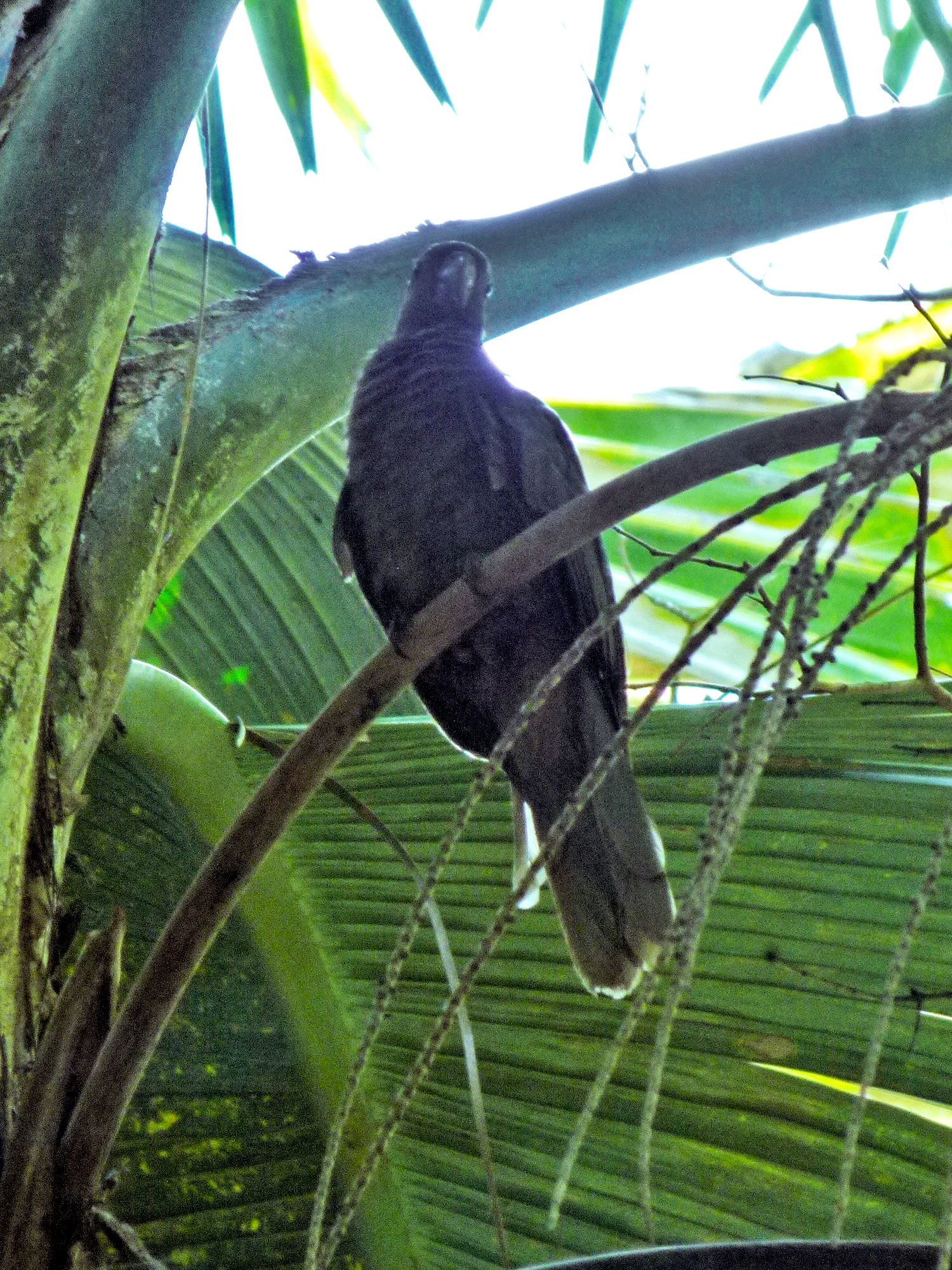
Một cá thể ở Vallée De Mai (Praslin, tháng 3, 2016)

Loài vẹt này chỉ sống trên đảo Praslin, nơi mà vùng sinh đẻ của chúng là ở những cánh rừng cọ trong khu bảo tồn thiên nhiên Vallée de Mai và phần Fond Peper của vườn quốc gia Praslin. Chúng đã được ghi nhận (từ năm 1988) trên đảo Curieuse lân cận, nhưng không có dấu hiệu chúng sinh sản ở đây.